# Kupanta-Kurunta
Kupanta-Kurunta va ser rei d'Arzawa des de potser el 1310 aC fins al tomb del 1250 aC.
En temps del rei hitita Mursilis II hi va haver una rebel·lió a Arzawa. El cap d'aquesta revolta s'anomenava É.GAL.PAP (de transcripció desconeguda, degut al mal estat de les tauletes; els punts són lletres que no es coneixen). El rei hitita va ser informat per Maskhuiluwas, rei de Mira, vassall d'Arzawa i dels hitites. Més endavant, Maskhuiluwas va canviar de bàndol, i va incitar al regne de Pitassa a revoltar-se contra Mursilis mentre ell feia costat a É.GAL.PAP. El rei hitita va marxar cap a Mira, pensant que al veure el seu exèrcit, Maskhuiluwas es rendiria, però va fugir cap al regne de Masa. Mursilis, que ja havia hagut de demanar a Masa el retorn d'altres exiliats, va voler donar un càstig exemplar. Va emprendre una campanya de represàlia, i va enviar un ultimàtum als habitats d'aquell país, demanant que li entreguessin el rebel. Els dignataris de Masa van veure que no hi havia més remei que entregar-lo ja que el País de Mira ja s'havia desentès del rebel, presentant-se davant de Mursilis per rendir-li vassallatge. Van agafar Maskhuiluwas i el van portar davant del rei, que el va portar a Hattusa, i li va proporcionar un lloc de residència d'on no en podia sortir.
Mursilis va nomenar per governar el regne a Kupanta-Kurunta, nebot de Maskhuiluwas i fill del seu germà. El rei hitita Subiluliuma I havia donat com a esposa a Maskhuiluwas a la seva filla Muwatti, però el matrimoni no va tenir fills i havien demanat a Mursilis permís per a nomenar hereu del tron al seu nebot. Però la sublevació de Maskhuiluwas va representar un problema, ja que la llei, o potser el costum, dels hitites deia que un fill podia ser responsable dels pecats del seu pare. Però Mursilis, coneixent el recolzament que tenia Kupanta-Kurunta entre els dignataris, que havien demanat que fos nomenat rei, i pensant que no havia tingut res a veure amb la rebel·lió, el va nomenar rei de Mira. Va unir a través d'un jurament a Kupanta Kurunta amb altres rei d'Arzawa, Manapa-Tarhunta I, rei del País del riu Sehai Targasnalli, rei d'Hapalla, i es va restablir la pau al territori.